# Chiesa di Sant'Antonio (Chianale)
La chiesa di Sant'Antonio, dedicata a Sant'Antonio abate, a Chianale, frazione di Pontechianale, in Val Varaita, nella provincia di Cuneo, è stata costruita nel XIV secolo ed è situata vicino al ponte in pietra (a schiena d'asino) sul lato Est del torrente Varaita, che collega i due agglomerati urbani del paese.
Fa parte della diocesi di Saluzzo, costituita nel 1511.
È una costruzione essenziale dalle linee romaniche esternamente e gotiche nell'interno, a pianta longitudinale, con ingresso ad ovest e abside ad est: ha l'orientamento caratteristico di molte antiche chiese di questa valle: i fedeli si rivolgono ad Est, mentre la facciata (semplice ma elegante) ad Ovest.

## Storia
La chiesa risale al XIV secolo.
Il vescovo di Torino Ludovico da Romagnano la rese chiesa parrocchiale nel 1459 (sembra come "San Lorenzo martire") e tale rimase fino a tutto il Seicento. In precedenza era una semplice cappella, citata, con altre cappelle della frazione (S. Lorenzo e S. Croce), in documenti della prima metà del XV secolo, conservati presto l'Archivio arcivescovile di Torino. Nella funzione di parrocchia è stata poi sostituita dalla più grande, di successiva costruzione, Chiesa di San Lorenzo (fine del XVII secolo, inizio del XVIII), che si trova dall'altra parte del ponte (quindi dall'altra parte del Varaita), tornando ad essere una cappella che ospitava le funzioni della confraternita dei penitenti bianchi (“chapelle des penitents”), eretta sotto il titolo dell'Immacolata concezione.
Entrambe le chiese si trovano lungo la via storica che attraversa il paese: il "Chemin Royal", che conduceva al Colle dell'Agnello.

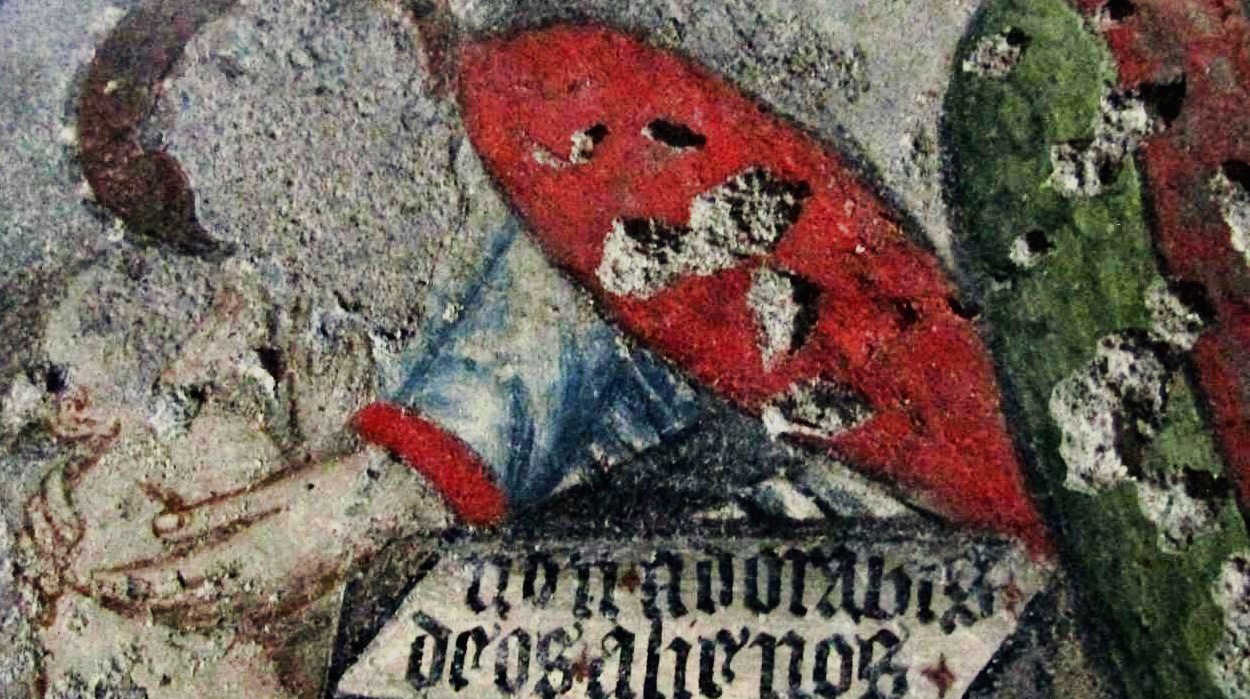
particolare degli affreschi tardo-medievali

Nel 2003 sono stati scoperti preziosi affreschi del periodo 1390-1430 sulla parete interna di destra.

## Descrizione
La chiesetta presenta un campanile a vela e a triplice traforo e un portichetto, chiuso su tre lati, che si raggiunge con una piccola scalinata che porta dal livello della strada al piano della navata.

### Esterno

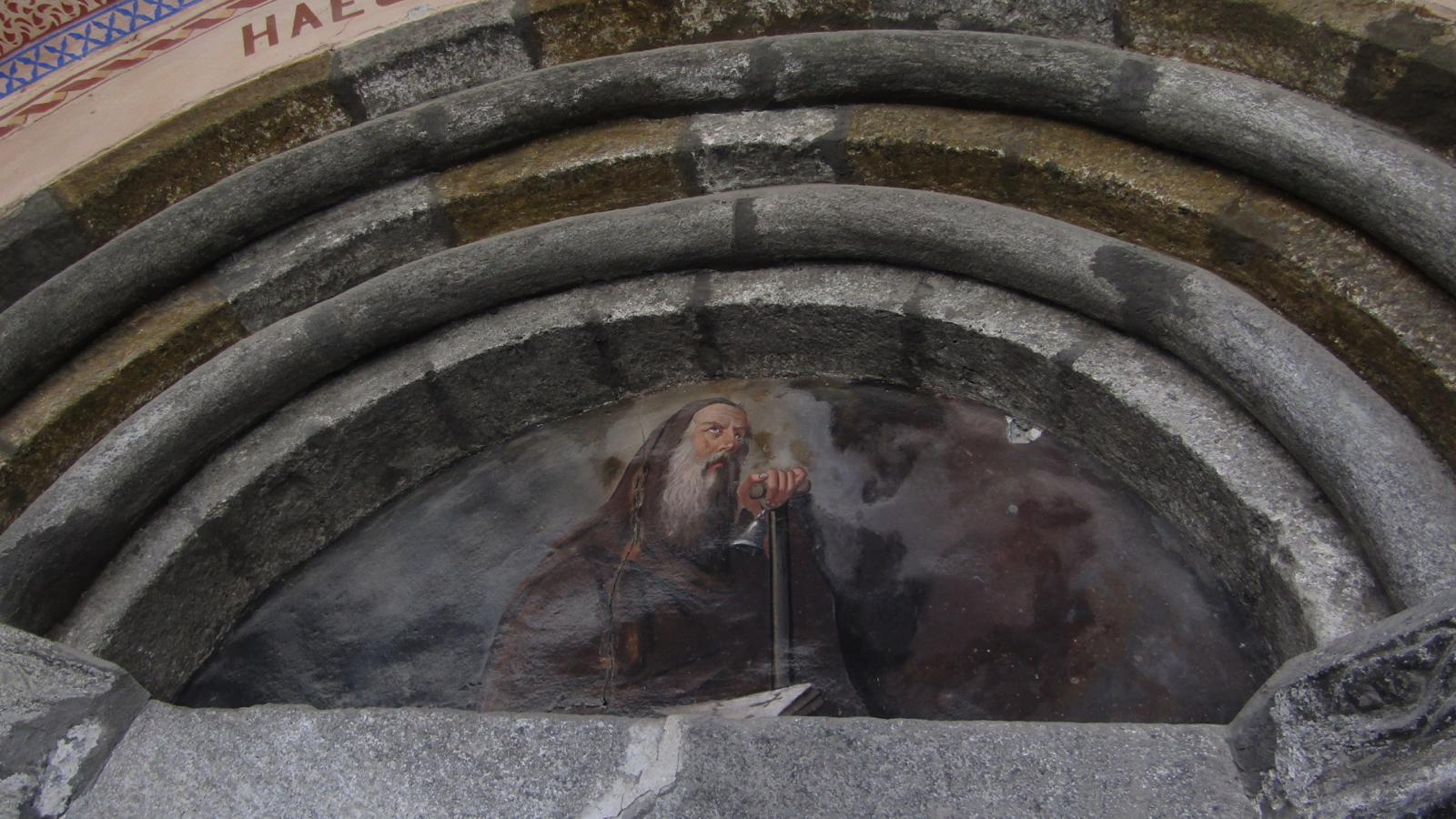
lunetta della chiesa di Sant'Antonio

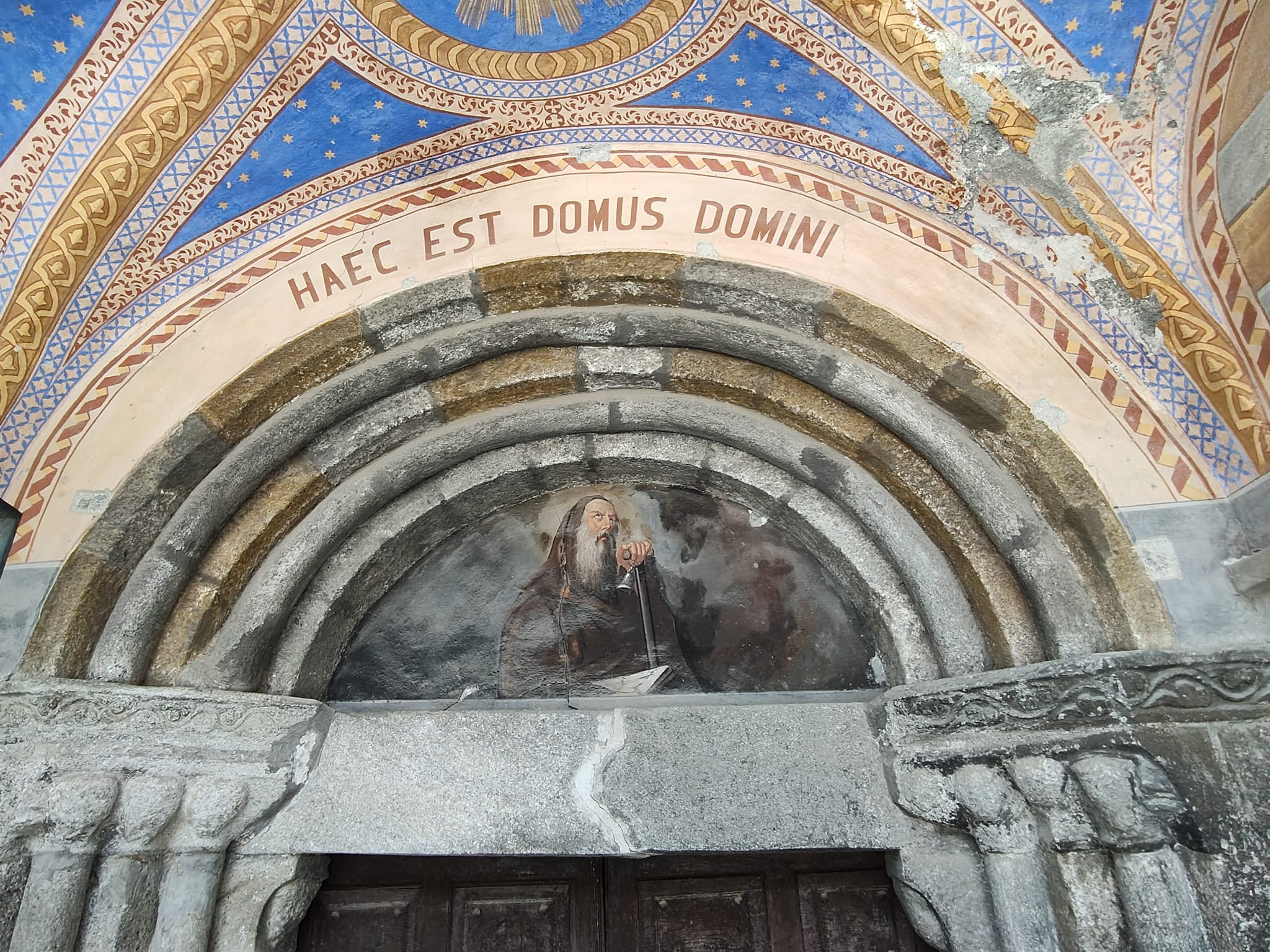
capitelli sotto alla lunetta del portale

Il portale d'ingresso è in stile romanico a triplice ghiera centinata (come quelli, successivi, dei comuni della parte più bassa della Valle: Casteldelfino, Sampeyre ed Elva), approssimativamente riferibile alla tradizione tardoromanica. 
E' databile al 1490 e vicino allo stile brianzonese dal Trecento, con pilastrini quadrati e colonne rotonde alternati.
Nella lunetta sopra al portale è raffigurata un'immagine del santo. Le teste dei capitelli vennero scalpellati e danneggiati dall'ira degli Ugonotti (Calvinisti) e testimoniano il culto dei Celti delle teste umane staccate: in Val Varaita se ne trovano vari esempi, nelle sculture. Alcuni erano verosimilmente zoomorfi.
Il portichetto è un'aggiunta più recente ma alcuni elementi ornamentali fanno pensare ci fosse un protiro che appoggiava su due colonne: ne sono rimasti i basamenti murati sulle spallette del ponte e due capitelli, uno del 1490, di un'arte più raffinata del portale ed ormai appartenente ad una proprietà privata, e l'altro sul tetto dell'attuale portichetto.
Il soffitto del portichetto presenta un affresco con una colomba, decorato tra Ottocento e Novecento, con gusto neo-gotico.
La croce di ferro che sormonta il portichetto è del 1657.

Il campanile è l'unico esempio in valle a vela a triplice traforo insieme alla cappella S. Eusebio di Casteldelfino.

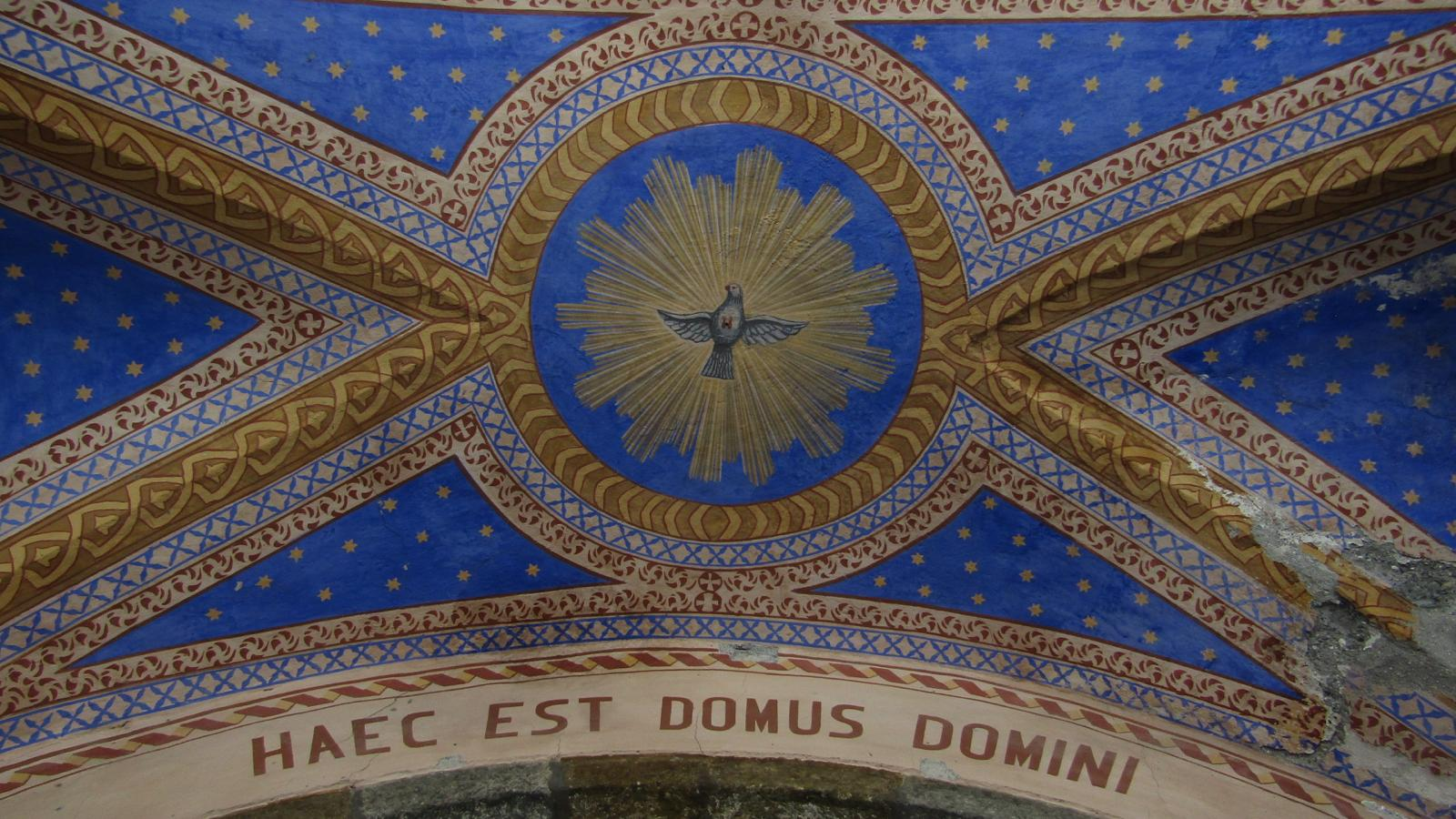
affresco sul soffitto del portichetto

### Interni
L'aula presenta una volta a botte a tutto sesto nel nucleo originario e una volta a botte con profilo a sesto acuto nell'area di ampliamento.
Gli archi trasversali sono retti da mensole scolpite con mascheroni espressivi e capitelli in pietra scolpita, ad apparente ricordo del culto delle teste tagliate ai nemici: "têtes coupées". Tra queste Adamo, Eva e un telamone. Queste raffigurazioni sono cariche, dunque, di riferimenti arcaici, che sembrano provenire dalla storia celto-ligure. 
L'aula e parte centrale è il nucleo più antico e risale al 1425, il presbiterio e la zona absidale sono probabili ampliamenti successivi (la zona absidale tardo secentesca o settecentesca, con uso di materiali di recupero e tracce di antichi affreschi) con volta a crociera.

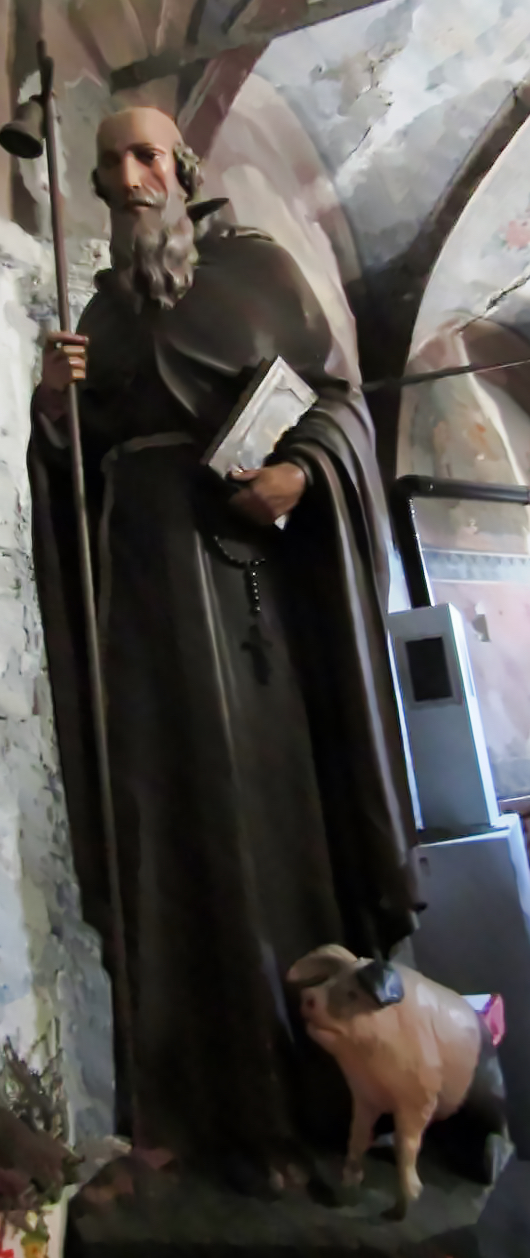
statua lignea raffigurante Sant'Antonio con un maiale

A sinistra dell'altare è presente una statua del santo con un maialino, tipica rappresentazione del santo, considerato protettore dei contadini e degli animali. Con il grasso del maiale gli Antoniani (Viennois) alleviavano le piaghe provocate dal cosiddetto fuoco di Sant'Antonio: l'herpes zoster.
Le decorazioni dell'alto medioevo e di fine Settecento si presentano come ornamenti sovrapposti, cifra stilistica che ritroviamo in vari edifici della Val Varaita.